# Words & Music (Aphex Twin)
Words & Music è un album del musicista Aphex Twin, pubblicato dalla Sire Records nel 1994. È un promo dell'album Selected Ambient Works Volume II, pubblicato due mesi più tardi.
Il disco ha otto tracce, di cui quattro stralci di interviste rilasciate da James riguardanti l'album in promozione, tre brani dello stesso album, e un'intervista modulata e distorta. Le interviste sono accompagnate da brani di Aphex Twin (elencati sotto).

## Tracce
1. Intro Words - 0:23 (intervista, con sottofondo On (d-Scape Mix) e 73 Yips da On Remixes)
2. Track #1 - 7:21 (Blue Calx su Selected Ambient Works Volume II)
3. Words - 0:34 (intervista, con sottofondo K#1 da Universal Indicator Green e Untitled da Universal Indicator Red)
4. Track #2 - 8:02 (Parallel Stripes su Selected Ambient Works Volume II)
5. Words - 0:48 (intervista, con sottofondo Tamphex (Headphuq Mix) da Xylem Tube)
6. Track #7 - 5:59 (Hexagon su Selected Ambient Works Volume II)
7. Words - 0:24 (intervista, con sottofondo d-Scape da On)
8. Words (Processed) - 5:02